# Karabaier
Der Karabaier ist eine Pferderasse aus Usbekistan mit dem typischen Bau eines Warmbluts.
Hintergrundinformationen zur Pferdebewertung und -zucht finden sich unter: Exterieur, Interieur und Pferdezucht.

## Exterieur
Das Erscheinungsbild des Karabaiers ähnelt sowohl den Rassen der Steppe als auch dem Araber, Perser und Turkmenen. Er hat einen mittelgroßen sauber geschnittenen Kopf mit geradem Profil oder Ramskopf, weite Ganaschen, einen mittellangen Scheitel und einen hoch angesetzten mittellangen Hals. Einige Karabaiers haben auch einen kürzeren, stark bemuskelten Hals. Der Widerrist ist durchschnittlich lang und hoch. Der Rücken ist breit, kurz und manchmal weich. Die Lenden sind mittellang und gut bemuskelt. Die Kruppe ist geneigt und manchmal steil abfallend. Das Schulterblatt ist mittellang und manchmal nicht schräg genug. Die Brust ist gut entwickelt. Die Vorderbeine sind besser entwickelt als die Hinterbeine. Die Beine sind korrekt angesetzt, trocken und stark, mit gut entwickelten Sehnen. Das Vorderfußwurzelgelenk ist wegen unzureichender Fütterung gelegentlich unterentwickelt und die Hinterbeine sind manchmal kuhhessig.
Hengste haben ein Stockmaß von 156 m, Stuten von 1,51 m.

## Interieur
Der Karabaier ist ein ausdauerndes Pferd mit vielseitigen Fähigkeiten. Die Rekorde der Rassen bei Rennen sind 1:54 Minuten für 1,6 km und 2:51 Minuten für 2,4 km. In Langstreckenrennen schafften Karabaier 14 km in 22 Minuten und 34,6 Sekunden und 25 km in 42 Minuten und 6 Sekunden. Der Karabaier ist auf langen Strecken sehr leistungsfähig. Die beste Zeit für 75 km lag bei 3 Stunden und 32 Minuten. Im Geschirr mit 600 kg Ladung bewältigte er 1,6 km in 5 Minuten und 51 Sekunden, mit 2000 kg Ladung brauchte er 14 Minuten und 45 Sekunden.
Der Karabaier hat eine gute Gesundheit und eine normale Fruchtbarkeit von 75 bis 85 Fohlen pro 100 Stuten und Jahr.

## Zuchtgeschichte
Der Karabaier ist eine der ältesten Rassen Zentralasiens. Sie wurde im Usbekistan und im nördlichen Tadschikistan entwickelt. Beeinflusst wurde er durch Pferderassen aus der Steppe und südasiatische Rassen. 
Heute wird der Karabaier in der gesamten Usbekischen Republik gezüchtet und es gibt etwa 1500 Zuchthengste und 3900 Zuchtstuten.
Die Rasse hat drei Typen, einen mittleren Typ, einen schweren Typ und einen Reitpferdetyp. Es gibt acht Hengstlinien und fünf Stutenlinien.
Die Hauptgestüte sind in der Region Jizak. Die Zucht wird als Reinzucht mit geschlossenem Stutbuch betrieben.